# James Rajotte
Pour les articles homonymes, voir Rajotte.
James Rajotte, B.A. (né le 19 août 1970 à Edmonton, Alberta) est un adjoint exécutif, recherchiste et homme politique canadien. Il a été député à la Chambre des communes du Canada, représentant la circonscription albertaine de Edmonton-Leduc sous la bannière du Parti conservateur du Canada de 2000 à 2015.

## Biographie
D'abord élu en 2000 dans la circonscription d'Edmonton-Sud-Ouest sous la bannière de l'Alliance canadienne, il est porte-parole de l'opposition officielle en matière de Sciences, Recherche et Développement de février à avril 2002. Il est ensuite nommé porte-parole en matière d'Industrie, et conserve ce portefeuille jusqu'en 2006. En 2003, il fait partie d'un groupe de quatre députés alliancistes qui consentent à siéger dans le caucus progressiste-conservateur après la création, le 9 décembre 2003, du nouveau Parti conservateur du Canada par la fusion des deux anciens partis ; les caucus parlementaires de l'Alliance et du Parti progressiste-conservateur n'ont été formellement fusionnés que quelques semaines plus tard.
Il est réélu, pour le nouveau Parti conservateur, dans la nouvelle circonscription de Edmonton-Leduc lors de l'élection de 2004, et de nouveau lors des élections de 2006, 2008 et 2011. Il ne s'est pas représenté lors des élections générales de 2015.